# Ryan Eggold
Ryan Eggold (Lakewood, 10 de agosto de 1984) é um ator de cinema e televisão, mais conhecido por seu papel de Tom Keen na série norte-americana The Blacklist e de Ryan Matthews no seriado 90210, atualmente no ar como Dr. Max Goddwin, protagonista da série médica New Amsterdam da emissora norte-americana NBC.

## Biografia
Eggold nasceu em Lakewood, Califórnia, filho de Karen (née Benik) e James Frederick Eggold. [1] [2] Eggold se formou na Santa Margarita Catholic High School em 2002, onde participou de muitas apresentações de teatro da escola e, mais tarde, no departamento de artes cênicas da Universidade do Sul da Califórnia em 2006.
Em 2006, Ryan fez sua estréia na televisão profissional como convidado no programa Related. Ele estreou no cinema no mesmo ano no curta-metragem Con: The Corruption of Helm. [3] Além de seu sucesso como ator, Eggold é também compositor, toca violão e piano e canta 
Eggold começou sua carreira em 2006, fazendo participações em seriados de televisão como Related, Brothers & Sisters, Veronica Mars e The War at Home, e estrelando o filme Con: The Corruption of Shawn Helm. No ano seguinte, o ator conseguiu papéis recorrentes na telenovela The Young and the Restless e na série Out of Jimmy's Head.
Em 2008,participou do seriado de Courteney Cox, Dirt, no papel de Farber Kauffman, e no dia 29 de Abril de 2008 foi escalado no papel de Ryan Matthews no seriado 90210, produção do canal de televisão The CW, permanecendo até a 3° temporada.
Em 2013, Eggold é escalado para interpretar Tom Keen na série The Blacklist, permanecendo até a 5° temporada.
Em 2017, Ryan reprisa seu papel de Tom Keen no spin-off The Blacklist: Redemption, mas por conta da baixa audiência a série foi cancelada com apenas uma temporada.
Em 2018, Ryan é escalado como protagonista da série médica da NBC New Amsterdam que teve sua estréia no dia 29 de setembro do mesmo ano.

## Filmografia
| Ano  | Titulo                                   | Papel            | Obs.                 |
| ---- | ---------------------------------------- | ---------------- | -------------------- |
| 2006 | Con: The Corruption of Shawn Helm        | Shawn Helm       | Curta-metragem       |
| 2008 | Bloom                                    | Doug             | Curta-metragem       |
| 2010 | First Dates                              | Tom              | Direto para DVD (US) |
| 2011 | Driving by Braille                       | Xander West      |                      |
| 2011 | Queen                                    | Nikki Holiday    | Curta-metragem       |
| 2011 | Trophy Kids                              | Max              |                      |
| 2011 | Sironia                                  | Mason Jones      |                      |
| 2012 | Into the Dark                            | Adam Hunt        |                      |
| 2013 | B-Side                                   | Mike Zumsteg     |                      |
| 2013 | Scent of a Woman                         | Dan              | Curta-metragem       |
| 2013 | Lucky Them                               | Lucas Stone      |                      |
| 2013 | Beside Still Waters                      | Daniel           |                      |
| 2014 | The Single Moms Club                     | Peter            |                      |
| 2014 | The Disappearance of Eleanor Rigby: Them | Guy from club    |                      |
| 2015 | Fathers and Daughters                    | John             |                      |
| 2015 | Battle Scars                             | Nicky Stephens   |                      |
| 2016 | Lovesong                                 | Leif             |                      |
| 2018 | BlacKkKlansman                           | Walter Breachway |                      |
| 2020 | Never Rarely Sometimes Always            |                  |                      |

|             | Titulo                               | Papel                                      | Obs.                           |
| ----------- | ------------------------------------ | ------------------------------------------ | ------------------------------ |
| 2006        | Related                              | Lloyd                                      | Episode: "The Cape"            |
| 2006        | Brothers & Sisters                   | Randy Stewart                              | Episódio: "Family Portrait"    |
| 2006        | Veronica Mars                        | Charlie Stone                              | Episódio: "Charlie Don't Surf" |
| 2006        | The War at Home                      | Bruce                                      | Episódio: "Gaza Strip"         |
| 2007        | The Young and the Restless           | Barista                                    | 3 episódios                    |
| 2007        | Nick Cannon Presents: Short Circuitz | Jerry                                      | Episódio: "Suge Knight Light"  |
| 2007        | Out of Jimmy's Head                  | Mike Werewolfowitz                         | 5 episódios                    |
| 2007        | Entourage                            | Five Towns cast member                     | 2 episódios                    |
| 2008        | Dirt                                 | Farber Kauffman                            | 7 episódios                    |
| 2008–2011   | 90210                                | Ryan Matthews                              | 44 episódios                   |
| 2008        | Entourage                            | Ele mesmo                                  | Episódio: "Fantasy Island"     |
| 2009        | United States of Tara                | Tevin                                      | Episódio: "Possibility"        |
| 2009–2010   | Melrose Place                        | Ryan Matthews                              | 20 episódios                   |
| 2013–2017   | The Blacklist                        | Tom Keen/Jacob Phelps/Christopher Hargrave | 88 episódios                   |
| 2015        | Sons of Liberty                      | Joseph Warren                              | 3 episódios                    |
| 2017        | The Blacklist: Redemption            | Tom Keen                                   | 8 episódios                    |
| 2018        | The Blacklist                        | Tom Keen                                   | 1 Episódio                     |
| 2018 - 2023 | New Amsterdam                        | Dr. Max Goodwin                            | 38 episódios                   |

| Ano  | Titulo   | Papel       | Obs.        |
| ---- | -------- | ----------- | ----------- |
| 2012 | Daybreak | Ben Wilkins | 5 episódios |

| Ano  | Titulo                        |  | Obs.           |
| ---- | ----------------------------- |  | -------------- |
| 2011 | Literally, Right Before Aaron |  | Curta-metragem |
| 2017 | Literally, Right Before Aaron |  |                |